# Armin Schütz
Armin Schütz (* 28. Dezember 1935 in Mainz; † 30. November 2009 in Aachen) war ein deutscher Romanist, Franko-Romanist und Sprachwissenschaftler.

## Leben
Schütz durchlief 1955 bis 1957 eine Ausbildung zum Industriekaufmann. Anschließend studierte er an der Johannes Gutenberg-Universität Mainz Romanistik, Anglistik und Philosophie. Von 1964 bis 1970 wirkte er als Deutschlektor an der Universität Dijon. Er promovierte 1967 in Mainz bei Edmund Schramm mit der Arbeit Die sprachliche Aufnahme und stilistische Wirkung des Anglizismus im Französischen – aufgezeigt an der Reklamesprache 1962–1964 (Meisenheim am Glan 1968). Von 1970 bis zu seiner Pensionierung 1998 war er Wissenschaftlicher Mitarbeiter am Institut für Romanische Philologie der RWTH Aachen.
Armin Schütz war der Bruder von Günther Schütz.

## Werke
- mit Erika Schütz (Übersetzer): Pierre Quarré: Kunst des 18. Jahrhunderts aus Dijon. Ausstellung des „Musée de Dijon“. Altertumsmuseum und Gemäldegalerie der Stadt Mainz. 7. Mai  15. Juni 1966, Dijon 1966.
- (Übersetzer): Jacques Dubois u. a.: Allgemeine Rhetorik. München 1974 (französisches Original: Rhétorique générale. Paris 1970).
- Zur Leistung französischer Definitionswörterbücher. Berücksichtigung des Gebrauchs der Präposition „sur“. In: Johannes Thomas (Hrsg.): Studia Neolatina. Festschrift für Peter M. Schon. Aachen 1978, S. 202–218.
- Pons Wörterbuch-ABC Französisch. Übungen zum Globalwörterbuch Französisch und zum Micro Robert en Poche, Stuttgart 1985.